# Basse-Cerdagne
La Basse-Cerdagne est la partie occidentale espagnole de la Cerdagne, région naturelle divisée en deux depuis le Traité des Pyrénées, et une comarque située dans la région de Catalogne.

## Carte
| Anoia Bages Segarra Solsonès Conca de · Barberà Moianès Osona Berguedà Basse · Cerdagne Alt · Urgell Pallars · Sobirà Val d'Aran Alta · Ribagorça Pallars · Jussà Noguera Urgell Pla · d'Urgell Segrià Garrigues Alt · Penedès Baix · Llobregat Barcelonès Vallès · Occidental Maresme Vallès · Oriental Ripollès Garrotxa Alt Empordà Pla de · l'Estany Gironès Selva Baix · Empordà Garraf Baix · Penedès Tarragonès Alt · Camp Baix · Camp Priorat Ribera · d'Ebre Terra · Alta Baix Ebre MontsiàFrance Pyrénées-Orientales Ariège Haute · Garonne Andorre Aragon Communauté valencienneMer Méditerranée |

## Géographie
Elle fait partie du domaine Hautes-Pyrénées-et-Aran, et est située dans les provinces de Lérida et de Gérone. Elle est frontalière au nord avec la principauté d'Andorre et la Cerdagne française, à l'est avec le Ripollès, au sud avec la Berguedà et à l'ouest avec l'Alt Urgell.

La Basse-Cerdagne appartient à la région historique de la Cerdagne qui fut séparée en deux entre la France et l’Espagne lors du Traité des Pyrénées en 1659. La Basse-Cerdagne possède aussi une exclave (Llívia), dans la Haute-Cerdagne qui constitue le territoire français.
Sa capitale est Puigcerdà.

## Communes et nombre d'habitants
- Alp  1 576
- Bellver de Cerdanya  2 014
- Bolvir  329
- Das 193
- Fontanals de Cerdanya  446
- Ger (Cerdagne) 444
- Guils de Cerdanya   452
- Isòvol  278
- Lles de Cerdanya    220
- Llívia 1 388
- Meranges   87
- Montellà i Martinet  597
- Prats i Sansor 213
- Prullans  246
- Puigcerdà  8 949
- Riu de Cerdanya  112
- Urús 200

## Gastronomie
- Gastronomie de la Cerdagne
- Fromage de l'Alt Urgell i la Cerdanya